# Knights Cove
Knights Cove (ook Knight's Cove) is een plaats in de Canadese provincie Newfoundland en Labrador. De plaats ligt aan de oostkust van het eiland Newfoundland.

## Geografie
Knights Cove ligt aan de noordelijke zijde van Bonavista, een groot schiereiland in het oosten van Newfoundland. De plaats ligt aan de oevers van de Blackhead Bay, meer bepaald aan een gelijknamige cove van die baai.
De gemeentevrije plaats ligt direct ten oosten van Stock Cove en 2 km ten westen van het gehucht Hodderville. Ze bevindt zich aan provinciale route 235 op een rijafstand van ruim 25 km van de grote gemeente Bonavista.

## Demografie
In 1935 woonden er in de plaats 35 huishoudens, dewelke goed waren voor een totale bevolkingsomvang van 165 personen. Alle inwoners waren Rooms-Katholiek en driekwart onder hen had Ricketts of Aylward als familienaam. In 1945 telde de plaats 164 inwoners verspreid over 36 huishoudens.
Tussen 1991 en 2001 daalde de bevolkingsomvang van Knights Cove van 86 naar 62 inwoners. Sinds de vijfjaarlijkse volkstelling van 2006 verzamelt Statistics Canada enkel nog cumulatieve bevolkingsdata voor Knights Cove en Stock Cove. Sinds 2016 beschouwt het beide plaatsen ook officieel als een designated place genaamd Knights Cove-Stock Cove.

## Galerij

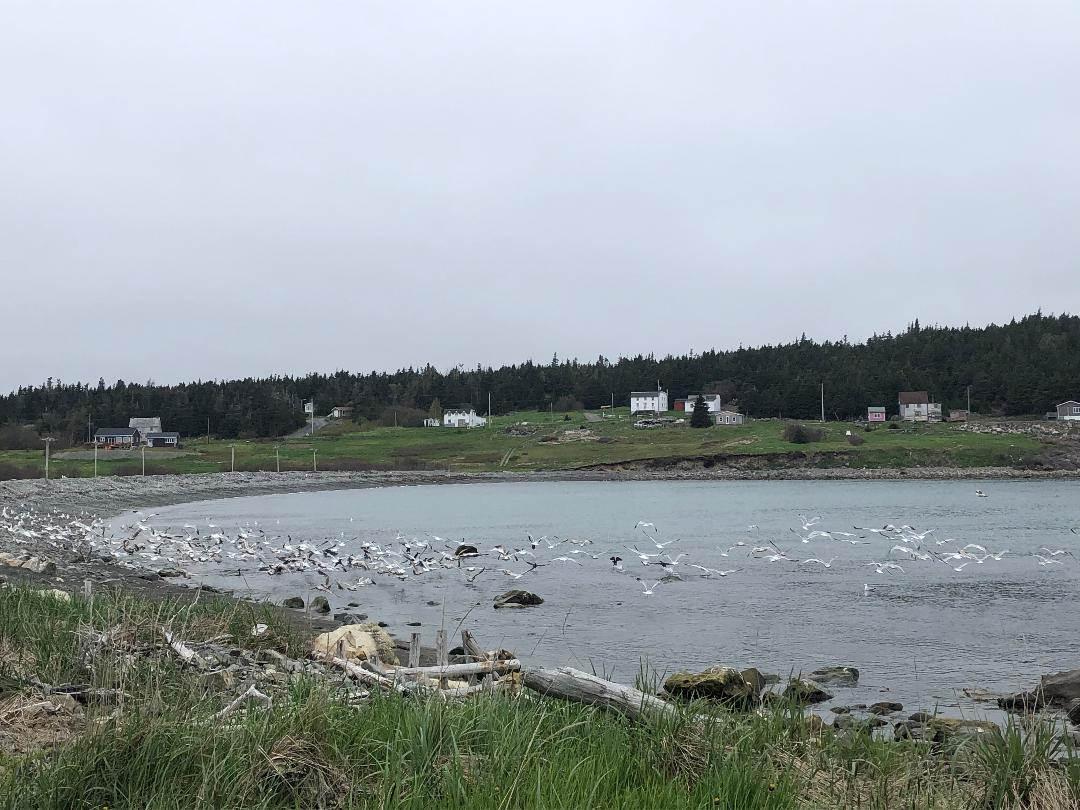
Meeuwen vliegen op van het water te Knights Cove
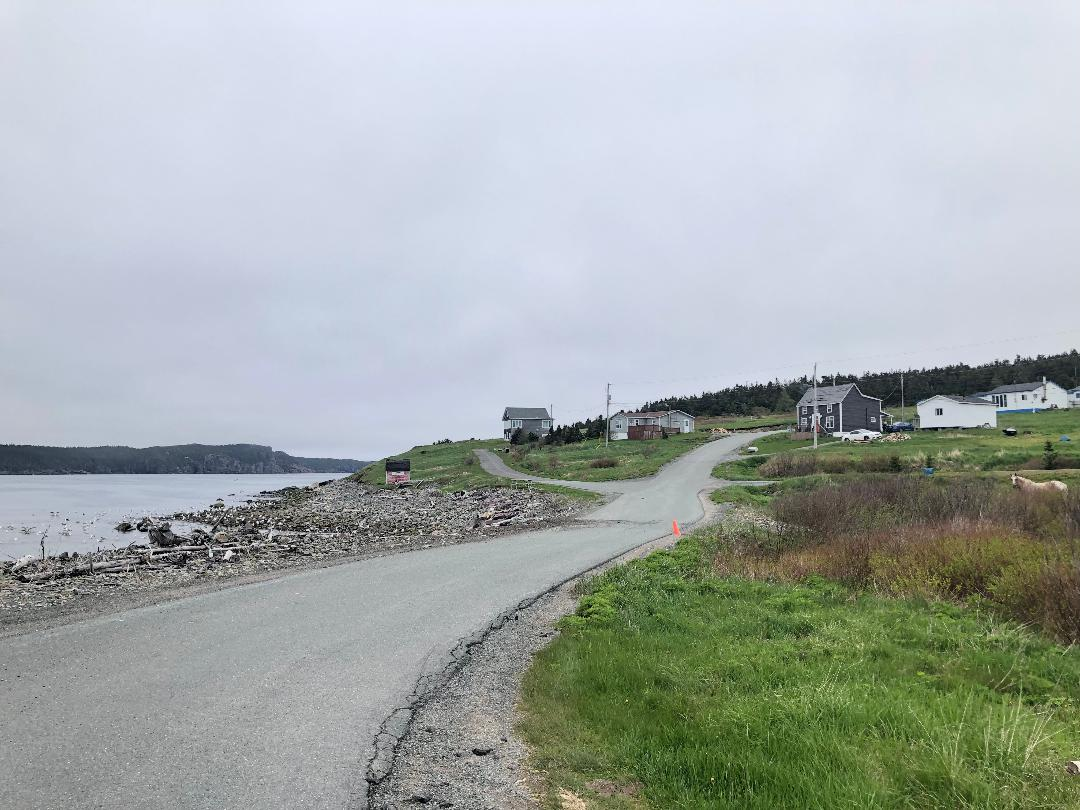
Het oostelijke deel van het dorp